# در ارتش فرعون
در ارتش فرعون (به انگلیسی: In Pharaoh's Army) عنوان کتابی از توبیاس وولف است که شامل خاطرات نویسنده از جنگ ویتنام است.
نسخه اصلی این کتاب سال ۱۹۹۴ به زبان انگلیسی منتشر شد. نسخه فارسی این کتاب نیز سال ۱۳۸۹ با ترجمه منیر شاخساری در نشر چشمه منتشر شد.
مجله ادبی هنری نافه در ویژه‌نامه نوروزی سال ۱۳۹۰ خود گفتگویی با توبیاس وولف منتشر کرد که نویسنده آمریکایی در آن از شرکتش در جنگ ویتنام ابراز پشیمانی کرده بود.
وولف در این گفتگو درباره خاطره گفته بود «بگذارید من هم اول بگویم زندگی بدون خاطره چیزی است که به نظر من غیرممکن است حتی تصورش کرد. می‌خواهم بگویم حتی سگ‌ها هم خاطره دارند. آنها می‌فهمند بعضی آدم‌ها نسبت به آنها مهربان هستند و بعضی بی‌رحم. آنها یاد می‌گیرند که از این دسته دوم دور بمانند.»
او همچنین گفته بود «در نوشتن خاطره لازم است نسبت به واقعیت‌ها و خاطرات‌تان وفادار باشید. این به معنای آن نیست که خاطره شما نباید عناصری از تخیل داشته باشد. دارد. اما احتمالاً متوجه نمی‌شوید که چه مقدار تخیل چاشنی خاطره شما می‌شود. » 